# Мартынова, Ирина Александровна
Ирина Александровна Мартынова   —  российская спортсменка,  МСМК  по гиревому спорту (2016). Чемпионка и рекордсменка мира,  неоднократная победительница первенства и Кубка России.  Кандидат в мастера спорта  по армрестлингу и пауэрлифтингу. 

## Биография
Родилась в 1999 году в Жукове Калужской области. Училась в белоусовской школе  №2.
Гиревым спортом занимается с 13 лет в деревне Верховье у заслуженного тренера России Михаила Трофимова. Учится в Калужском государственном университете имени К. Э. Циолковского (факультет физической культуры и спорта).  Мечтает о включении гиревого спорта в реестр Олимпийских игр, где она смогла бы выступить.

### Достижения
- 2-я чемпионка мира[4][5][6]
- Действующий рекордсмен мира в толчке по длинному циклу в категории 68+ (вес гири 24 кг)
- 3-я чемпионка России
- 4-кратная чемпионка Европы
- Победительница Кубка России и отдельных его этапов

## Награды
- Мастер спорта России международного класса (2016)[7]
- Лауреат калужской премии в номинации «Человек года в сфере спорта» (2019)[8]